# 2018年中國網絡借貸平台集體倒閉事件
2018年中國網路借貸平台集體倒閉事件，或称2018年中國網路借貸平台倒閉風潮受害人維權事件、2018“P2P暴雷”，是指2018年中，中國民間網路借貸行業突發性大量倒閉風潮，導致許多受害的民眾意圖通过游行等方式向政府請願而引起的群體事件。

## 历史
中國自改革開放之後，出現了大量小额贷款業務，為4000萬家中小企業提供服務。由於大部份中小企業無法從國有銀行獲得充足的資金，在這樣的背景下，創造了一個與大型金融機構並存的民間信貸行業。加上網際網路和電子商務在21世紀在中國快速發展，網路信貸很快的湧現了大量的潛在客戶和多元的經營模式。
2006年，中國大陸出現首個P2P網絡借貸（Peer-to-Peer Lending）中介平台，後不斷發展成為全球規模最大的網貸區域，2015年達到顛峰，估計最高曾有3500家P2P網貸平台。中國的網貸市場債務一度高達2000億美元，相當約6.2兆新台幣。截至2018年，中國P2P產業規模達1.3萬億人民幣，共5000萬餘註冊用戶；2018年6月底，全國共有1836個網上借貸平台。
2016年2月，由鈺誠集團在2014年7月推出，旨在提供P2P服務的網站E租宝，被當局稱其為龐氏騙局，將該網站強行關閉。由於約90萬的用戶在E租寶投資了500億人民幣，其關閉開始削弱了中國社會對P2P的信心。
2017年，光大君享P2P倒閉事件爆發，涉及約1.5億人民幣以上。由於該公司長期強烈暗示其與國企中國光大集團有關，因此引起極大的爭議。但事後光大集團否認與「君享」有任何關係，政府立場和輿論則認為投資本就存在風險，盈虧皆應自行負責。
2018年8月，鄯善溫商貸互聯網服務有限公司旗下的溫商貸宣佈由於資金困難，平台進入展期階段，並公告了一個三十六期的償付方案。同年底，溫商貸又陸續向債權人提出了債權換房產、債權換股權、債權換商品等方案，但是遭媒體批露溫商貸虛抬房產與商品價值，後溫商貸又推出了小額債權的轉讓方案。同樣在2018年8月，杭州富謙網絡科技有限公司推出的「票票喵」網貸平台因擠兌嚴重，資金流失等情況，宣告倒閉。雖然公司公告稱將分三十六個月退還資金，但相當多投資者仍擔憂拿不回存款，連日在相關企業門外示威抗議。
2019年3月，溫商貸宣布清盤和退出網貨業務，要求債權人將債權額度轉換成股東鄯善天玖石材與李山投資旗下的商品或資產標的。同年4月，溫州市公安局發佈公告鄯善溫商貸互聯網服務有限公司因非法吸收公眾存款遭立案侦查。同年6月，温州市公安局鹿城區分局宣布已對溫州貸相關人士24人執行刑事強制措施，其中負責人胡其豐等18人已被法院正式批准逮捕，並沒收相關動產、不動產、銀行帳戶與股權等資產，要求相關受害人在警方公布的平台上登記並提供證明，等待取回損失。

## 過程

### 開端
中國P2P網貸平台最早在2014年就開始出現危機，2018年6月爆發大規模倒閉潮，一周內42家關閉，僅7月份倒閉、經營者失蹤失聯的網貸平台就高達221家，受害者估計超過百萬。如2018年7月網貸平台「投融家」董事長李振軍遭員工實名舉報，欲捲款潛逃。中國警方雖然介入，但李振軍最終還是捲走近16億款項，至今下落不明。投融家13名高層被列為嫌疑人拘留。中國官媒和地方媒體過去曾多次報導杭州官員參觀投融家總部辦公室，許多P2P網貸平台都曾在網站廣告明示或暗示政府的保證，有國有資金投資，增加投資的可信度，營造政府背書的假象。因此許多投資人質疑，政府為何能放任這些平台打著名號招搖撞騙，毫無管控。
中国國家公共信用信息中心發布《2018年失信黑名單年度分析報告》的数据显示，2018年出現問題的P2P平台共有1282家。472家企业涉案金额超亿元，其中涉案金额在5亿元及以上的有30家。其中，警方已介入調查186家。
深圳钱诚互联网金融研究院的数据显示，2018年6月到7月上旬的40天里，P2P网贷新增问题平台133家。
有媒体人士被广东省公安厅告知截至2018年底，已对总部在广东的67家P2P网贷平台立案，共追缴涉案资金10亿元。截至2018年8月3日，上海警方对聚财猫等44起P2P爆雷案件已立案侦查，深圳警方则对投之家、i财富等21家平台立案侦查。

### 游行活动
P2P受害者本定于2018年8月6日进行游行，从北京月坛公园出发，向银监会挺进的游行活动。据外媒报道，当局获悉后，采取了停飞赴京飞机高铁航班、在上海地铁拦截、在高铁上拦截、在北京旅馆强制查房等措施。被攔截而未抵达北京的人數不明，但北京附近不需長途跋涉民眾则6日早上8點順利在北京金融區集合，準備8點半遊行到銀監會抗議，但被早部署在四周的警方阻擋，幾名帶頭民眾被警方拖上巴士被帶走。

### 中國官方的回應
2018年8月12日，中國官方「互聯網金融風險專項整治工作領導小組辦公室」、「網貸風險專項整治工作領導小組辦公室」聯合召開網貸機構風險處置及規範發展工作座談會，有關省市和部門負責官員參加會議。會議匯總分析當前網貸風險形勢及前期應對工作情況，研究擬訂下一步風險應對舉措，最後提出了10項舉措，包括暢通出借人投訴維權管道、開展網貸機構合規檢查、壓實網貸機構及其股東責任、嚴禁新增網貸機構等政策措施。
8月15日，中國銀行保險監督管理委員會（CBIRC）和4家資產管理公司的高級管理人員舉行監管會議，要求公司積極參與解決P2P問題，以維護社會穩定。4家資產管理公司分別為：中國華融資產管理股份有限公司、中國信達資產管理股份有限公司、中國東方資產管理股份有限公司和中國長城資產管理公司。這些公司由中國政府創建，用於處理銀行系統中的大量不良貸款。
8月20日，中國第一家金融法院上海金融法院成立，受理眾多金融民商事案件。針對網路借貸糾紛，上海金融法院表示，當事人一方為網路借貸平台的屬於金融民商事案件，如果當事人雙方均为自然人，則屬於普通民事案件，不是其管轄範圍。因網路借貸引發的刑事案件，依據刑事訴訟法由其他法院管轄。。